# Садновский овраг
Садно́вский овра́г (Зна́менский овраг, Садко́вский овраг) — малая река на юге Москвы, в районе Северное Бутово Юго-Западного административного округа, правый приток Битцы.
Длина реки составляет 2,1 км, постоянное течение устанавливается на протяжении 500 метров. Начинается и протекает открыто на окраине Бутовского лесопарка. Водоток проходит на северо-восток по залесенной долине вдоль улицы Поляны. С юго-западной стороны подходит к Битцевскому водохранилищу, в 450 метрах к западу от Куликовской улицы. Устье расположено у главного пруда в усадьбе Знаменское-Садки.
Оба названия реки происходят от наименования усадьбы. Вариант «Садновский», вероятно, является результатом ошибки на старых картах.